# Arithmomètre

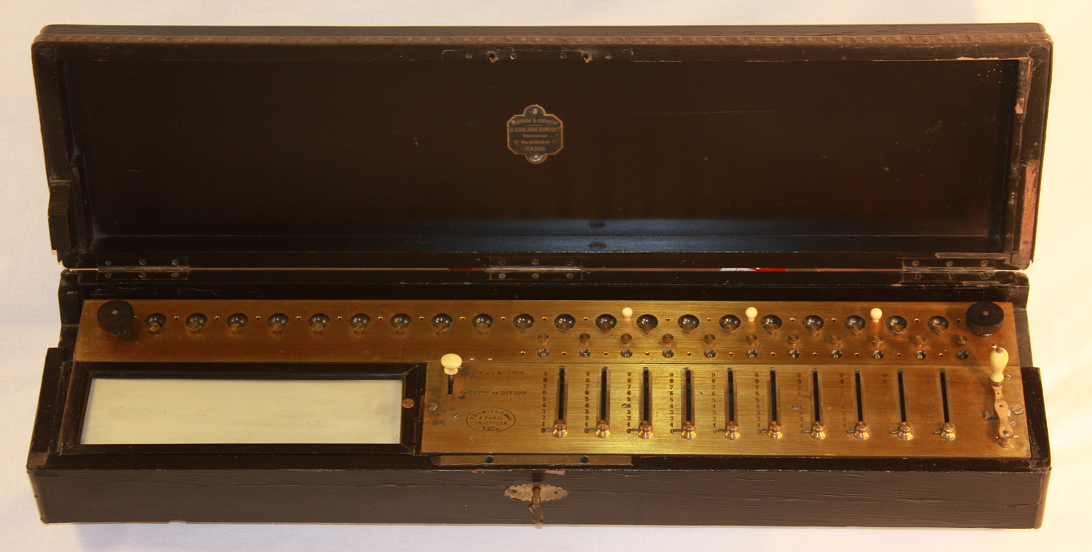
Arithmomètre Thomas N°1303, vers 1875

 (mai 2024).
L'arithmomètre est le nom donné à une machine à calculer inventée en 1820 par Charles Xavier Thomas de Colmar (1785-1870). C'est la première du genre à avoir été produite en série et commercialisée dans le monde. Près de 5 000 exemplaires seront construits entre 1850 et 1915. Entièrement mécanique, l'arithmomètre est capable d’effectuer les quatre opérations de l’arithmétique avec fiabilité et promptitude. Il régnera en maître pendant pratiquement toute la seconde moitié du 19e siècle et sera cloné par de nombreux constructeurs européens. Confronté à une concurrence impitoyable, l'arithmomètre restera l’acteur et le témoin d’une société en pleine mutation.   

## Histoire

### Recherche de solutions techniques: 1820-1849

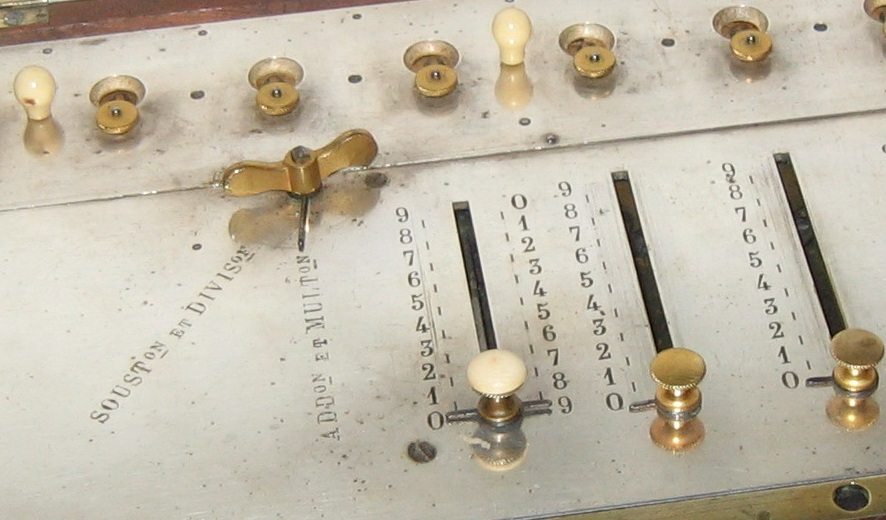
Détail d'un arithmomètre d'avant 1851. Le curseur de multiplication à un chiffre est à gauche.

Le 18 novembre 1820, sieur Charles-Xavier Thomas, directeur et fondateur de la compagnie du Phénix, dépose un brevet pour une machine appelée arithmomètre, « propre à suppléer à la mémoire dans toutes les opérations d'arithmétique ». Aucun exemplaire issu du brevet n'a été retrouvé. Très rapidement, l'inventeur demande à un horloger, Jean-Pierre Devrine, de perfectionner la machine. Il construit en 1822 le premier arithmomètre recensé de l’histoire, aujourd’hui conservé à la Smithsonian Institution de Washington. La communauté scientifique est enthousiaste. Le « Bulletin de la Société d’Encouragement pour l’Industrie Nationale » lui rend hommage en proposant dans son édition de septembre 1822 une description remarquablement détaillée de la machine.  
Malgré cela, l’arithmomètre tombe un peu dans les oubliettes. A l'Exposition des produits de l'industrie française de 1823, l’arithmomètre est tout juste cité. Aucune mention n’est faite aux expositions de 1827, 1834 ou 1839. Il est vrai que Charles-Xavier Thomas, plus communément nommé Thomas de Colmar, est absorbé par ses affaires. Il fonde en 1828 la compagnie d’assurances Le Soleil, ce qui lui demandera beaucoup d’énergie. D’autre part, l’arithmomètre reste fragile et nécessite beaucoup d’attention, voire d’ajustements. Le remplacement d’un comptable par une machine suppose que cette dernière soit fiable. Elle doit être en mesure de fonctionner toute la journée sans défaillir, ce qui n’est pas encore le cas.
L’exposition Nationale de 1844 marque un tournant dans l’histoire de l’arithmomètre qui refait surface. Aux dires des visiteurs, le palais d’exposition ressemblait à une grande baraque en bois de 20 000 m2 et manquait terriblement de lumière. « Il y avait juste de petits soupiraux placés très en hauteur. Il  fallait se munir de lanternes ou demander que les exposants allument des lampions pour espérer pendant les jours de grisaille y discerner le moindre objet ». L’arithmomètre de Thomas passe pratiquement inaperçu. Il est juste mentionné dans le rapport du Jury à côté d’un autre inventeur de talent: David-Didier Roth. Ce dernier reçoit une médaille de bronze pour ses machines à calculer. L’arithmomètre quant à lui n’est pas primé. On imagine la désillusion de l’inventeur.
Il n’existe à ce jour aucune information sur le modèle présenté à l’exposition. En revanche, on sait que David-Didier Roth, lui, a présenté un additionneur d’une simplicité tout à fait remarquable. C’est un peu une version miniaturisée et améliorée de la Pascaline. Il utilise un système de came pour emmagasiner petit à petit l’énergie et la restituer d’un coup au passage de la retenue (9+1). Ce petit additionneur connut un certain succès auprès des Administrations françaises et fut vendu à plusieurs dizaines d’exemplaires. Cela reste néanmoins un additionneur, peu enclin aux calculs comptables et scientifiques. Notons que Roth construisit deux multiplicatrices, qui restèrent des prototypes.
En 1843, Thomas de Colmar fonde une seconde compagnie d’assurance: la Compagnie de L’Aigle. Sa gestion est plutôt moderne.
Il est à l’origine :
- Du contrat à durée illimitée avec clause de tacite reconduction.
- De la garantie Incendie même en cas d’émeute ou de guerre.
- De l’assurance par participation, où l’assuré pouvait être mis à contribution si besoin, ou recevoir un intéressement sur les bénéfices.
- Il savait récompenser les employés performants avec des primes.

C’est aussi le moment où Thomas de Colmar décide d’investir dans le développement de son arithmomètre. D’autres inventeurs commencent à proposer des machines à calculer fonctionnelles. Vers 1846, il trouve la perle rare en la personne de Pierre-Hippolyte Piolaine, un jeune ouvrier de talent qui est le fils d’un horloger de Neuilly. Il eut la charge de fabriquer une machine entièrement nouvelle. Après un différend, il quitta l’atelier et partit travailler en Angleterre. Thomas prit un autre ouvrier mais celui-ci était peu talentueux et finalement la machine ne fonctionnait pas. 
Moyennant une confortable augmentation, il fait revenir Piolaine et lui demande de terminer son œuvre. En  juillet 1848, la machine sort des ateliers. Piolaine mourra quelques mois plus tard. Le brevet de cette machine ne sera déposé qu’un an plus tard, en 1849. C’est un brevet étonnant, car en introduction, il y parle de ses relations avec son ouvrier, et explique pourquoi il a déposé son brevet postérieurement à la construction de la machine.
C’est que, dans plusieurs journaux de 1849, il est fait mention d’une machine extraordinaire, qu’on appelle l’Arithmaurel. C’est la contraction d'Arithmomètre et de Maurel, du nom de son inventeur. En fait, ils seront deux à travailler sur la machine : l’horloger Timoléon Maurel et l’ingénieur Jean-Honoré Jayet.
La presse est enthousiaste et la machine reçoit tous les encouragements. L’Arithmaurel remporte la médaille d’or à l’Exposition Nationale de 1849. Thomas de Colmar crie au plagiat car la machine utilise comme entraîneur des cylindres dentés très proches de ceux de l’arithmomètre. Il oublie sans doute que ces mêmes cylindres ont été inventés par Leibniz.
Malgré ses qualités impressionnantes, l’Arithmaurel aura une durée de vie très courte. On estime à moins de 20 exemplaires le nombre de machines construites entre 1846 et 1855. Son défaut principal réside dans son extrême fragilité. Dérivant directement des techniques horlogères, le mécanisme est trop fin pour résister longtemps à des vitesses de rotation importantes. D’autre part, sa rapidité dans les multiplications est limitée par le nombre de 4 chiffres au multiplicateur. Le manque de développement et de financement auront raison de l’Arithmaurel et laissera la voie libre à l’arithmomètre Thomas !

### Début de la commercialisation: 1850-1870

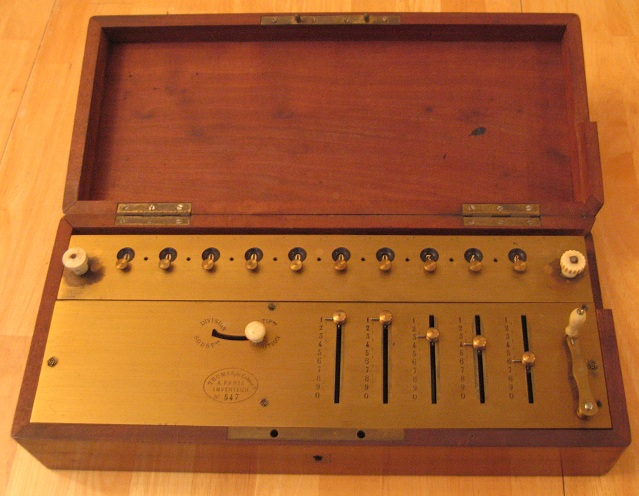
Une des premières machines à numéro de série unique (à partir de 500) construite vers 1865.

Deux échéances vont véritablement donner un coup d’accélérateur à l’industrie du calcul mécanique. C’est d’une part l’Exposition universelle de Londres en 1851, et celle, à venir, de Paris, en 1855. Pour Thomas de Colmar, les affaires marchent bien. Les compagnies d’assurance l’Aigle et le Soleil sont en pleine expansion. Il achète en août 1850 le château de Maisons-Laffite aux héritiers de Jacques Laffite. Les jardins dessinés par Le Nôtre sont restaurés. De magnifiques fêtes y sont organisées. Ses moyens financiers sont suffisants pour mener à bien son projet passionné. Le 8 décembre 1850, il dépose un nouveau brevet pour la France, l’Angleterre et la Belgique. Ce nouveau modèle marque le début de l’aventure commerciale de l’arithmomètre. À l’exposition de Londres, l’arithmomètre est médaille d’argent, puis, la même année, la Société d'Encouragement pour l'Industrie Nationale lui décerne la médaille d’or. 
Pour promouvoir sa machine, l’inventeur va sortir le grand jeu et offrir aux principales têtes couronnées d’Europe, ainsi qu’à de hautes personnalités, de somptueuses machines aux boîtes richement décorées. Entre 1851 et 1854, Thomas de Colmar recevra en retour de nombreuses distinctions honorifiques : il reçoit de son Altesse Le Bey de Tunis le Nicham en diamant (grade de commandeur). En 1852, le prince président (futur Napoléon III) lui offre une tabatière en or gravée à son chiffre. Il est nommé Commandeur de l’ordre de Saint Grégoire le Grand par Sa sainteté le Pape Pie IX en décembre 1852. La liste est longue: le roi de Grèce, le Grand-duc de Toscane, le roi de Sardaigne, le roi du Portugal, le roi des Deux-Siciles lui remettent aussi des distinctions.
En 1855, il présente à l’Exposition universelle de Paris une gigantesque machine de 30 chiffres aux allures de piano. Cette machine était si impressionnante qu’elle en marqua l’esprit même de Jules Verne dans un de ses romans visionnaires écrit en 1863 : « Paris au XXe siècle ». Un extrait du livre montre combien le monde à cette époque est en effervescence : « Pour commencer votre apprentissage, vous serez attaché à la machine N° 4. Michel se retourna et aperçut la machine N° 4. C’était un appareil à calculer. Il y avait loin du temps où Pascal construisait un instrument de cette sorte, dont la conception parut si merveilleuse alors. Depuis cette époque, l’architecte Stanhope, Thomas de Colmar, Maurel et Jayet, apportèrent d’heureuses modifications à ce genre d’appareils. La maison Casmondage possédait de véritables chefs-d’œuvre ; ses instruments ressemblaient, en effet, à de vastes pianos ; en pressant les touches d’un clavier, on obtenait instantanément des totaux, des restes, des produits, des quotients… On le voit, il entrait dans une maison de banque qui appelait à son aide et adoptait toutes les ressources de la mécanique. D’ailleurs, à cette époque, l’abondance des affaires, la multiplicité des correspondances, donna aux simples fournitures de bureau une importance extraordinaire. »
La production en série de son arithmomètre commence. On voit apparaître les premiers numéros de série, les premières notices d’utilisation. Pendant cette période, Thomas fit fabriquer (les avis divergent) environ 200 machines, dont 150 modèles à 10 chiffres et une cinquantaine de modèles à 16 chiffres. Cela constitue tout de même une première en matière de production. La question pourrait être de savoir combien il en a offert et combien il en a vendu. Malheureusement, on dispose de peu d’informations à ce sujet.
Quand on étudie la presse de l’époque, ou la littérature scientifique, on s’aperçoit que la fréquence d’apparition du mot arithmomètre varie en fonction des périodes. Sur la période 1840-1865, on a deux pics significatifs: 1850-55 et 1860-1863. Le premier pic de 1850-55 correspond à la phase de lancement de l’arithmomètre. Un très grand nombre d’articles en vante les mérites. Un livre écrit en 1855 par Jacomy-Régnier en fait l’apologie, à tel point qu’on se demande s'il n’a pas été payé par l’inventeur lui-même. Sous un titre anodin « Histoire du calcul et de la numération mécanique », on retrouve au fil des pages l’éternel conflit qui l’oppose à Maurel et Jayet au sujet de l’Arithmaurel. 
Le second pic correspond à la période de 1860-1863, date à laquelle Thomas de Colmar met sur le marché un nouvel arithmomètre beaucoup plus performant. À la différence des modèles précédents, il possède des compteurs de tours qui permettent à l’opérateur de visualiser et de contrôler l’état d’avancement d’une multiplication, en particulier lors d’une opération avec un multiplicateur à plusieurs chiffres. Notons que l’intégration de ces compteurs multiples présente également un intérêt dans les divisions, car il permet d’afficher intégralement le résultat, ou quotient, ce qui n’était pas le cas avant. En cette période 1860-63, le contenu des articles a changé. Nous ne sommes plus dans la valorisation mais dans la reconnaissance d’un outil puissant propre à aider l’homme dans ses tâches comptables ou scientifiques.
En 1865, Thomas dépose un brevet pour un nouvel arithmomètre qu’il décline en 3 versions. Le petit modèle dispose de 6 curseurs d’inscription, 7 compteurs de tours, et 12 chiffres au totalisateur (6/7/12). Il est ainsi possible d’effectuer la multiplication d’un nombre de 6 chiffres par un autre nombre de 6 chiffres, pour un résultat à 12 chiffres.
Une numérotation unique, quel que soit le modèle, est adoptée. La machine est plus solide et dispose désormais d’un système de remise à zéro pour les totalisateurs et pour les compteurs. Si entre 1850 et 1865, 500 machines ont été fabriquées, plus de 1000 le seront entre 1865 et 1878. Ce sont principalement les administrations publiques, les banques, les assurances, mais aussi les industries, les bureaux d’astronomie, qui achètent l’arithmomètre. Celui-ci  était vendu entre 200 et 400 francs en fonction du modèle. C’est une somme importante pour l’époque. Environ 30% des machines fabriquées étaient des modèles à 12 chiffres au totalisateur, 60% des modèles à 16 chiffres et 10% des modèles à 20 chiffres. 60% étaient destinées à l’exportation.
À la mort de Thomas de Colmar en 1870, environ 900 arithmomètres étaient sortis des ateliers. L’inventaire effectué après décès indique que sur ces 900 machines, 229 étaient encore en stock, dans l’attente d’être vendues, ce qui est considérable. On y trouve de "vieux" modèles de 1860 mais aussi les modèles les plus récents. Cela correspond à 25% de la production totale depuis 1850. Quelle analyse peut-on en faire ? Celle d’un Thomas de Colmar convaincu du succès à venir de son arithmomètre ? Celle d’un homme riche ayant les moyens d’entretenir sa passion ? Ou la marque d’une industrie encore fragile et à la demande balbutiante ?

### Age d'or et déclin: 1870-1915

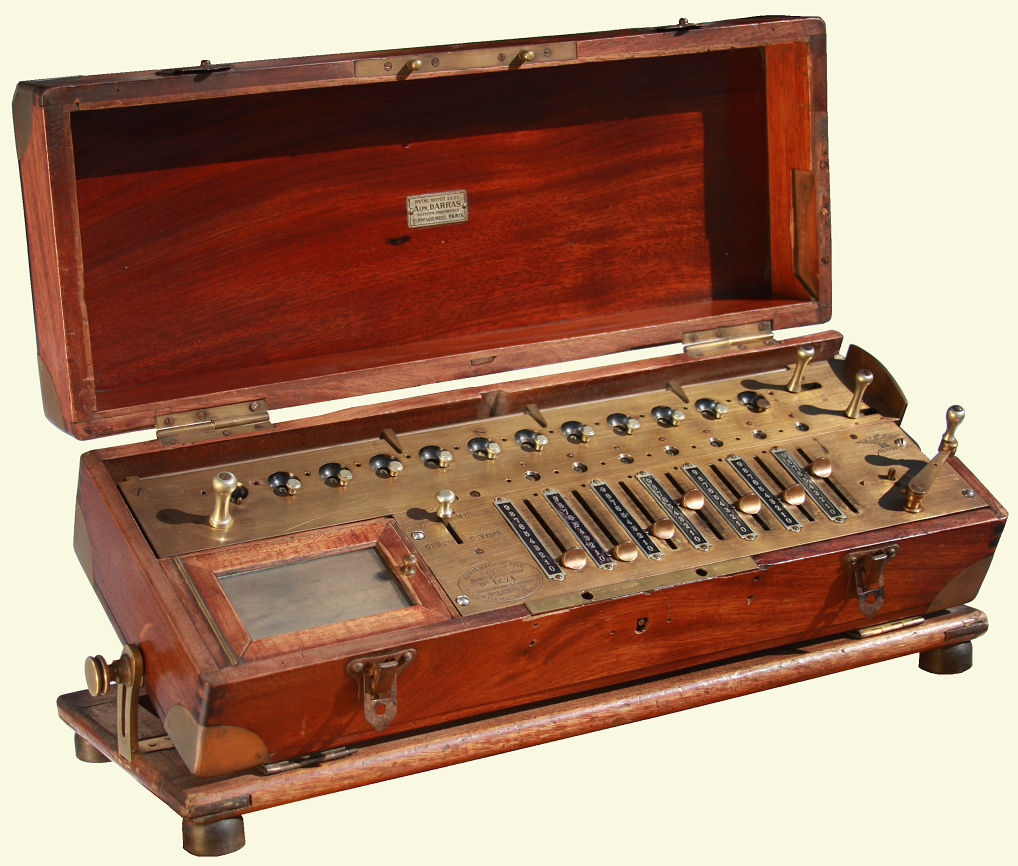
Presque cent ans de perfectionnements sont représentés dans cette machine construite vers 1914.

C’est son fils Thomas de Bojano qui suivra l’affaire de 1870 à 1881, puis son petit-fils jusqu’en 1887. Le rythme de production tourne autour de 80 à 100 machines par an. Techniquement, la machine a peu évolué. Il y a bien eu un brevet déposé en 1880 pour un nouveau système de retenue, et pour un astucieux mécanisme de déplacement du chariot actionné par manivelle, mais à ce jour, seul un prototype a été retrouvé. Toutes les machines construites jusqu'en 1907 le seront d’après le brevet de 1865. Le mécanicien à l’origine de ces améliorations s’appelle Louis Payen. Il est rentré en 1875 dans les ateliers du 44 rue de Châteaudun, à Paris. C’est un ingénieur mécanicien hors pair et un très bon gestionnaire. En 1888, il reprend l'affaire à son compte et appose sur les arithmomètres son propre cachet. Louis Payen continuera à perfectionner l’arithmomètre tout en restant dans l’esprit du brevet de 1865. Au nombre des améliorations, nous pourrions citer : 
·        Amélioration du système de remise à zéro des totalisateurs et des compteurs.
·        Meilleure lisibilité au niveau des inscripteurs.
·        Renforcement du mécanisme de retenue.
·        Inclinaison possible de la boite pour une meilleure ergonomie.
Malgré cela, la fin du 19e siècle reste une période difficile pour l’arithmomètre qui a régné sans partage pendant plusieurs décennies. La concurrence devient réellement une menace. D’une part,  il commence à être cloné un peu partout en Europe (Burkhardt, Saxonia, Bunzel, Archimedes, Tate, etc.). D’autre part, en 1878, le suédois Odhner dépose un brevet pour une machine qui fonctionne avec un entraîneur différent du cylindre de Thomas: l’entraîneur à nombre variable de dents. Il réussit à construire une machine robuste, compacte et bon marché. Sa commercialisation commencera réellement à partir de 1890 et connaîtra un énorme succès jusque dans les années 1950. Outre-manche, l’américain Dorr Eugen Felt invente en 1887 un additionneur à touches qui s’avère d’une rapidité extraordinaire, en particulier dans les travaux comptables. Enfin, des machines plus performantes rentrent en concurrence directe avec l’arithmomètre (Multiplicatrice de Léon Bollée, "Millionnaire" de Steiger)
Quand Payen meurt en 1901, sa veuve Léontine Payen continue la production, sous le nom de « Veuve L. Payen » et dépose un dernier brevet en 1907. L’arithmomètre offre une capacité supérieure et un nouveau système de remise à zéro, plus ergonomique. Mais dans le fond la machine a peu changé techniquement et reste coûteuse. En 1914, Léontine Payen revend le fonds de commerce à Alphonse Darras, un fabricant de compteurs et de pièces automobiles. Peut-être Darras croit-il à une guerre rapide, ce qui n’est pas le cas. La production est stoppée. Le cuivre et le laiton sont réquisitionnés pour l’effort de guerre. Il y aura bien une tentative de Darras pour relancer la production en 1920, mais il est bien trop tard.

Chronologie des machines à calculer de bureau en production au XIXe siècle.

## Principe de fonctionnement

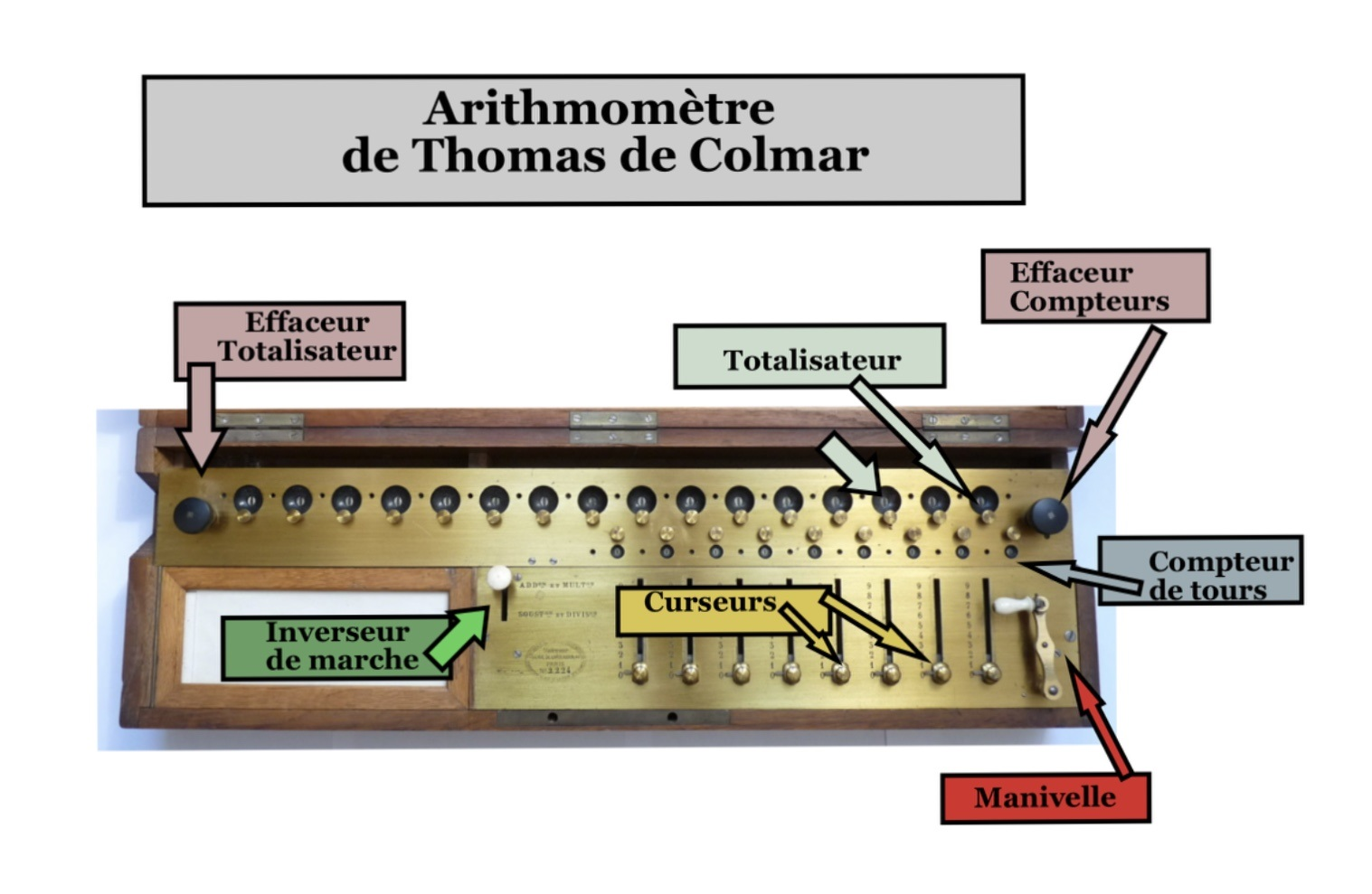
Arithmomètre de Thomas de Colmar

L'arithmomètre standard de type T1865 est contenu dans une solide boite en chêne. Celui-ci pouvait être livré dans un coffret plus luxueux, en ébène, ou en marqueterie Boulle. L’ouverture du couvercle laisse apparaître une interface utilisateur très ergonomique pour l’époque. La platine inférieure possède des curseurs de pose qui permettent à l’opérateur d’inscrire un nombre quelconque. En fonction des modèles, celui-ci peut être de 6, 8, 10, voire 11 chiffres sur les modèles plus récents (1907).
Chaque curseur est relié par une fourchette à un pignon qui coulisse sur un axe carré et qui vient se positionner le long d’un cylindre un peu particulier. On doit son invention à Gottfried Wilhelm Leibniz, philosophe, scientifique, et inventeur d’une machine à calculer. 

Cylindre de Leibniz

Dans les opérations de multiplication, la Pascaline nécessitait que l'on réintroduise à chaque fois le multiplicande, ce qui était laborieux. 
La machine de Leibniz quant à elle conserve “en mémoire” cette valeur et la génère à chaque tour de manivelle. Cette prouesse est rendue possible par l’emploi d’un jeu de cylindres dits de Leibniz. Ils possèdent sur la moitié de leur circonférence des cannelures dont la longueur est croissante. Si l’on déplace un premier curseur sur le chiffre 1, le pignon qui lui est lié va se positionner sur la partie du cylindre qui ne possède qu’une seule dent. Il en sera proportionnellement de même pour tous les chiffres jusqu’à 9. Ainsi, à chaque tour de manivelle, les cylindres font tourner leur pignon respectif, et par un jeu d’engrenages, transmet le nombre au totalisateur.
Si l'opérateur souhaite effectuer une multiplication avec un multiplicateur à un chiffre (par exemple x7), il n'aura qu'à tourner la manivelle autant de fois que nécessaire.
Sur l'arithmomètre de Thomas de Colmar, comme sur une grande majorité des machines à calculer mécaniques du 19e siècle, la multiplication s’opère par sommes d’additions et la division par suites de soustractions. On comprend immédiatement l'avantage d'avoir un système mécanique qui conserve la valeur du nombre sur lequel on opère. Nul besoin d'avoir à le réintroduire encore et encore.
Des compteurs de tours permettent de contrôler l’état de l’opération et de corriger si besoin. Ces compteurs sont indispensables dans les opérations de division car ils affichent le quotient.
L'arithmomètre dispose en outre d’un système de retenue automatique. Fruit d'une longue maturation, le mécanisme devint fiable à partir de 1850 et vraiment solide dès 1860. Il évoluera peu au fil du temps.
Un commutateur permet d’inverser le sens de rotation du totalisateur. C’est une innovation importante par rapport à la machine de Blaise Pascal dont les cadrans ne tournaient  que dans le sens des aiguilles d'une montre. Il contourna le problème en utilisant un double affichage basé sur le principe de la numérotation complémentaire. Libéré de cette contrainte, l'arithmomètre gagne en simplicité et en rapidité. 
Pour la remise à zéro, un système de crémaillères logé sous la platine, permet, en tournant des boutons sur la platine, de replacer l’ensemble des cadrans sur la valeur 0.

## Calculer sur l'arithmomètre
L’opérateur se place devant la machine. Il ouvre le couvercle et procède à quelques vérifications avant de commencer. Il s’assure d’une part que la manivelle est en position verticale, parfaitement alignée. Dans le cas contraire, les curseurs de pose ne glisseraient pas correctement et se bloqueraient. Ce bon positionnement est nécessaire également pour agir sur le commutateur qui inverse la marche du totalisateur. C’est la garantie que les cylindres sont bien positionnés. Ensuite, il convient de remettre à zéro l'ensemble des cadrans du totalisateur et des compteurs. Les chiffres doivent clairement apparaître dans les lucarnes, et non de moitié, ce qui laisserait supposer que les ressorts à lamelle qui maintiennent les roues des cadrans sont défectueux. Parfois, une remise à zéro supplémentaire règle le problème. Pour ce faire, on soulève la platine supérieure, et on tourne les boutons situés aux extrémités. Un jeu de crémaillères fait tourner les cadrans jusqu’à leur position 0. L’arithmomètre est prêt à opérer.

### Addition
147 + 289
Pour effectuer une addition, il faut d’abord ajouter le premier nombre au totalisateur. On déplace le premier curseur de droite, celui des unités, au niveau du chiffre 7 gravé sur la platine. Le second curseur, celui des dizaines, est positionné sur le chiffre 4, et le troisième, celui des centaines, sur le chiffre 1. On veille à ce que le commutateur soit placé en position Addition-Multiplication. En tournant la manivelle une fois, le nombre inscrit est transféré au totalisateur.
Les curseurs sont ensuite repositionnés sur leur nouvelle valeur (289). Il suffit ensuite de tourner la manivelle une fois pour obtenir la somme de 436.

### Multiplication
Rappelons que sur ces machines, la multiplication est une somme d’additions. 
147 x 23
On procède de la même manière que pour l’addition en posant le nombre 147 avec les curseurs. Avec un tour de manivelle, le multiplicande est ajouté au totalisateur. Si on la tourne deux fois encore, on aura multiplié par 3. Le produit partiel donnera 441. 
Il reste encore à multiplier par 20. On pourrait pour s’amuser offrir 20 tours de plus à la manivelle, mais ce serait un peu long. L'astuce consiste à soulever la platine supérieure et à la décaler d’un cran vers la droite, ce qui revient en fait à multiplier par 10. Deux tours de manivelle suffisent donc pour multiplier par 20.
Le produit final visible sur le totalisateur est 3289. Les compteurs de tours quant à eux affichent 23. 

### Soustraction
La soustraction est une opération simple sur l'arithmomètre.
147 - 78
Le premier nombre 147 est ajouté au totalisateur par le jeu combiné des curseurs et de la manivelle, comme pour l’addition. Si on souhaite retrancher 78, il faut passer le commutateur en mode Soustraction-Division. Cela va inverser la marche du totalisateur. Il est important de préciser que la manivelle doit toujours tourner dans le sens des aiguilles d’une montre, sous peine de gravement endommager les pignons d’entraînement.
On inscrit ensuite le second nombre 78 à l'aide des curseurs et on tourne la manivelle. Le résultat affiche 69.

### Division
De même que la multiplication est une somme d’additions, la division est une suite de soustractions. La procédure est la même que lorsque l’on pose l’opération sur un tableau. Diviser 147 par 12, c’est se demander « combien de fois on a 12 dans 147 », c’est-à-dire combien de fois il est possible de soustraire le diviseur 12  du dividende 147, et ainsi d’obtenir le quotient.
147 : 12
Le dividende 147 est inscrit à l'extrême gauche du totalisateur grâce aux petites molettes présentes sous chaque cadran. Pour ce faire, on soulève la platine supérieure mobile, aussi appelée chariot mobile, et on tourne les molettes. On décale ensuite le chariot complètement à droite. Le diviseur 12 est posé à l’aide des curseurs situés à l’extrême gauche de la platine inférieure, près du commutateur. Ce dernier est en position Soustraction-Division. 
On procède alors par étape, comme sur le papier. 
“Combien de fois ai-je 12 dans 14? Pour le savoir (ici c'est simple), je soustrais 12 une fois et je regarde si la valeur restante est plus grande ou plus petite que 12”. 
Ici elle est plus petite (=2). On décale alors le chariot d'un cran vers la gauche. Le totalisateur affiche désormais 27, et dans l’alignement, les curseurs affichent 12. Il est possible de soustraire 2 fois le diviseur. 
Le compteur de tours affiche alors 12 (quotient) et le totalisateur 3 (reste).
Il est possible de poursuivre la division en utilisant de petites virgules en ivoire ou en métal que l’on place après le dernier chiffre du quotient. On décale le chariot d'un cran et on répète la procédure  (combien de fois 12 dans 30, etc.)

### Extraction de la racine carrée et cubique
Les notices d’utilisation fournies avec l'arithmomètre indiquent de manière détaillée la marche à suivre pour l'extraction des racines carrées et cubiques.

## Brevets

### Entre 1820 et 1870
Charles-Xavier Thomas déposa en tout 4 brevets entre 1820 et 1865, dont deux comportaient des certificats d'addition. L'arithmomètre a également été breveté en 1851 en Angleterre et en Belgique.  

#### Pour la France
- Brevet 1420 du 18 novembre 1820[5]
- Brevet N° 8282 du 25 avril 1849[6]
- Addition au brevet N° 8282 du 25 avril 1849[7]
- Brevet N° 10990 du 8 décembre 1850[8]
- Addition au brevet du 8 décembre 1850 (19 août 1851)[9]
- Brevet N° 68923 du 30 septembre 1865[10]

#### Pour l'Angleterre et la Belgique
- Brevet anglais N°13504 du 7 Août 1851
- Brevet belge du 10 mars 1851

### Entre 1870 et 1915

#### Pour la France
- Brevet n° 138912 du 29 septembre 1880
- Brevet N° 394781 du 6 décembre 1907

#### Pour l'Angleterre
- Brevet N°8893 du 28 avril 1908

## Sources
- www.arithmometre.org - Le site de l'Arithmomètre de Thomas de Colmar et de Payen
- Emmanuel Lazard et Pierre Mounier-Kuhn, Histoire illustrée de l'Informatique, Paris, EDP Sciences, 2019.
- Jean Marguin, Histoire des instruments et machines à calculer, page 106-115, Hermann, 1994
- Robert Ligonnière, Préhistoire et Histoire des ordinateurs : des origines du calcul aux premiers calculateurs électroniques, Paris, Robert Laffont, 1987, 356 p. (ISBN 978-2-221-05261-7)